# Junction City (Luisiana)
Junction City es una villa ubicada en la parroquia de Union en el estado estadounidense de Luisiana. En el Censo de 2010 tenía una población de 582 habitantes y una densidad poblacional de 184,34 personas por km². Está situada al norte del estado, junto a la frontera con Arkansas.

## Geografía
Junction City se encuentra ubicada en las coordenadas 33°0′26″N 92°43′21″O / 33.00722, -92.72250. Según la Oficina del Censo de los Estados Unidos, Junction City tiene una superficie total de 3.16 km², de la cual 3.16 km² corresponden a tierra firme y (0%) 0 km² es agua.

## Demografía
Según el censo de 2010, había 582 personas residiendo en Junction City. La densidad de población era de 184,34 hab./km². De los 582 habitantes, Junction City estaba compuesto por el 48.97% blancos, el 48.45% eran afroamericanos, el 1.03% eran amerindios, el 0% eran asiáticos, el 0% eran isleños del Pacífico, el 1.37% eran de otras razas y el 0.17% pertenecían a dos o más razas. Del total de la población el 1.55% eran hispanos o latinos de cualquier raza.